# Manoel Fernandes de Lima
Manoel Fernandes de Lima (Mamanguape, 1 de janeiro de 1903 — João Pessoa, 17 de novembro de 1998) foi um usineiro, empresário e político brasileiro. Foi acionista do Banco Nacional do Norte (Banorte), proprietário e diretor-presidente da Usina Monte Alegre e prefeito de Mamanguape duas vezes.

## Biografia
Filho do fazendeiro Antônio Fernandes Sobrinho e de Maria Caetano Fernandes de Lima. Foi irmão do deputado estadual e governador da Paraíba José Fernandes de Lima e do deputado estadual, deputado federal e governador João Fernandes de Lima, pai do prefeito de Mamanguape Gustavo Fernandes de Lima Sobrinho e avô do deputado estadual Ariano Fernandes.
Casou com Guilhermina de Novaes Fernandes, conhecida como dona Dadá, teve cinco filhos: Gustavo, Guilherme, Maria Elizabeth, Maria Vanise e Maria Célia.
Fundou em 1940 ao lado de seus irmãos, a Usina Monte Alegre SA., localizada às margens da BR-101, na entrada do município de Mamanguape.
Quando prefeito criou diversos bairros da cidade de Mamanguape, já que doou terrenos de sua propriedade para distribuição à população. Além disso, por falta de orçamento na prefeitura, pagou diversas vezes os servidores da prefeitura com dinheiro próprio.
Em sua homenagem, existem hoje em seu nome um conjunto habitacional em sua cidade natal, ruas, escolas públicas em Itapororoca e Mamanguape. A Vara do Trabalho de Mamanguape está localizado no Fórum Industrial Manoel Fernandes de Lima, criado em 1997.

## Carreira política
- 1959: foi eleito prefeito de Mamanguape pelo PSD, com 2.604 votos (69,68%) dos votos válidos. Seu adversário, Adailton Coelho Costa, filiado ao PART, obteve 1.133 votos (30,32%).
- 1968: foi eleito novamente prefeito de Mamanguape pelo MDB, seu vice-prefeito foi Miguel Thomaz Soares, obteve 2.643 votos (56,1%). Seus adversários foram Sebastião Alves Lins da ARENA, Astrogildo Rosas de Vasconcelos da ARENA2, Manuel Pereira Gomes da ARENA3 e Antônio de Araújo Macêdo do MDB2, que juntos tiveram 1.998 votos (43,9%).[4]